# Platzteller

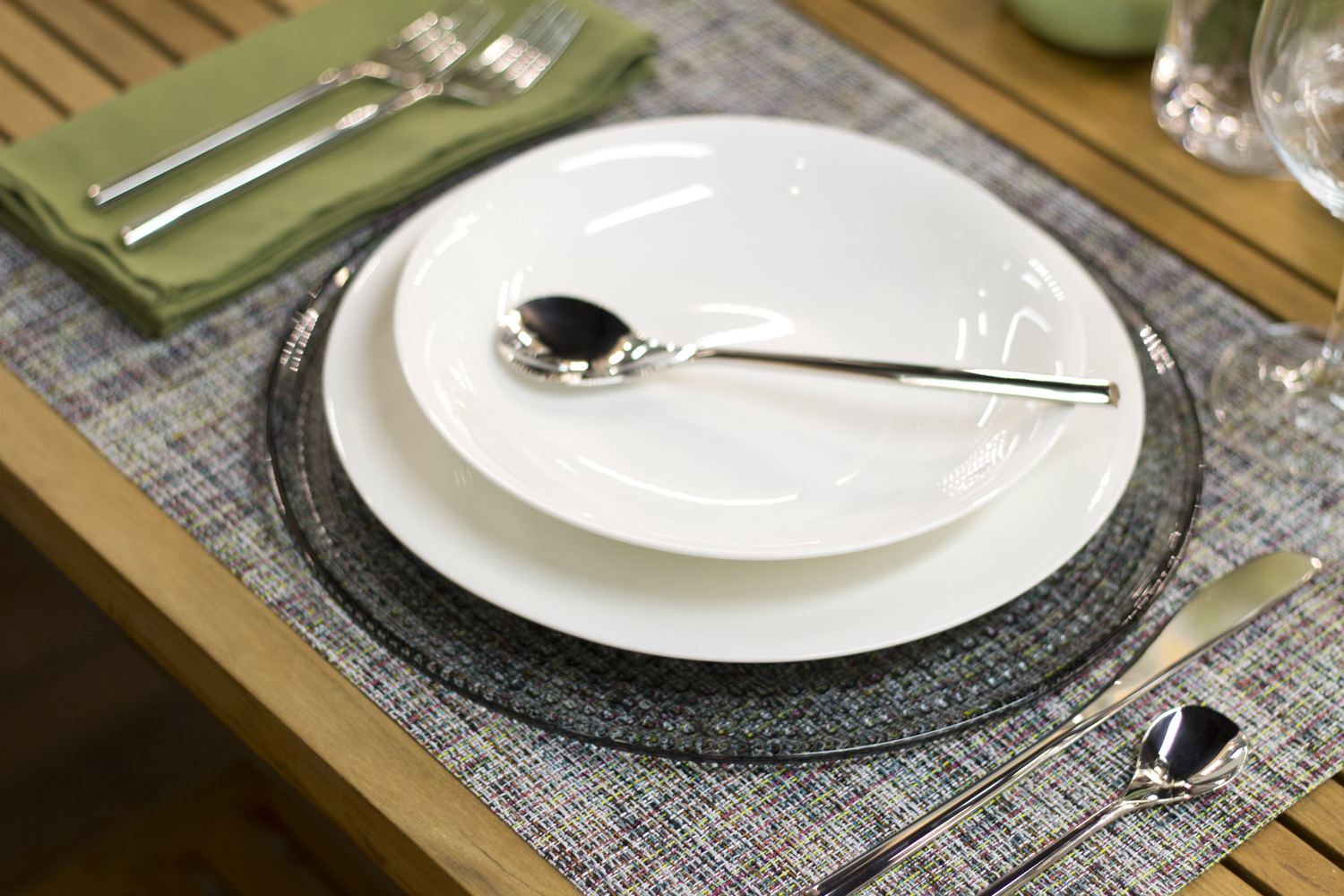
Tischgedeck mit einem Platzteller aus Glas

Ein Platzteller ist ein Teller, der im Gegensatz zu den Menütellern während des Essens nicht oder erst vor dem Hauptgang ausgehoben wird. 
Die Teller des jeweiligen Gangs werden auf die Platzteller gestellt. Somit ist der Platzteller flach und größer als gängige Teller.
Er dient dazu, die Tischdecke vor Verunreinigungen zu bewahren.
Platzteller dienen außerdem der Repräsentation und der dekorativen Verfeinerung der Menütafel.